# Dan Lydiate
Dan Lydiate (* 18. Dezember 1987 in Llandrindod Wells) ist ein walisischer Rugby-Union-Spieler, der als Flügelstürmer oder Nummer Acht eingesetzt wird. Er ist für Racing Métro 92 und die walisische Rugby-Union-Nationalmannschaft aktiv.
Lydiate begann seine Profikarriere 2006 bei den Dragons, zuvor hatte er für Pontypool und Ebbw Vale gespielt. Er verletzte sich 2007 im Heineken Cup schwer und fiel für den Rest der Saison aus. Im November 2009 wurde er zum ersten Mal für die walisische Nationalmannschaft nominiert. Gegen Argentinien kam er zu seinem Debüt.